# 지역경제학
지역경제학(地域經濟學, 영어: regional economics)은 미국에서는 Regional Science 전공분야로 알려진 경제학의 한 분야로 지역 뿐만 아니라 국제경제학에 가까운 분야이다. 왜냐하면 이 분야는 주로 지역과 지역, 국가와 국가간의 인적, 물적 흐름을 경제학적으로 분석하는 분야이기 때문이다. 이 분야의 창시자는 작고한 Walter Isard로서 아이비리그 대학 중 하나인 Cornell Unversity 에서 연구와 강의를 말년까지 했다. 그 이전에는 같은 아이비리그인 University of Pennsylvania 에서도 Regional Science 전공을 만들었고, 그 이전은 1954년 Regional Science Association이라는 학회를 결성하였다. 이는 현재 Regional Science Association International(RSAI)로 변모되었다. 

## 같이 보기
- 지경학(地經學, en:Geoeconomics)
  - 경제지리학
- 입지론
- 지정학